# 帕帕加約灣

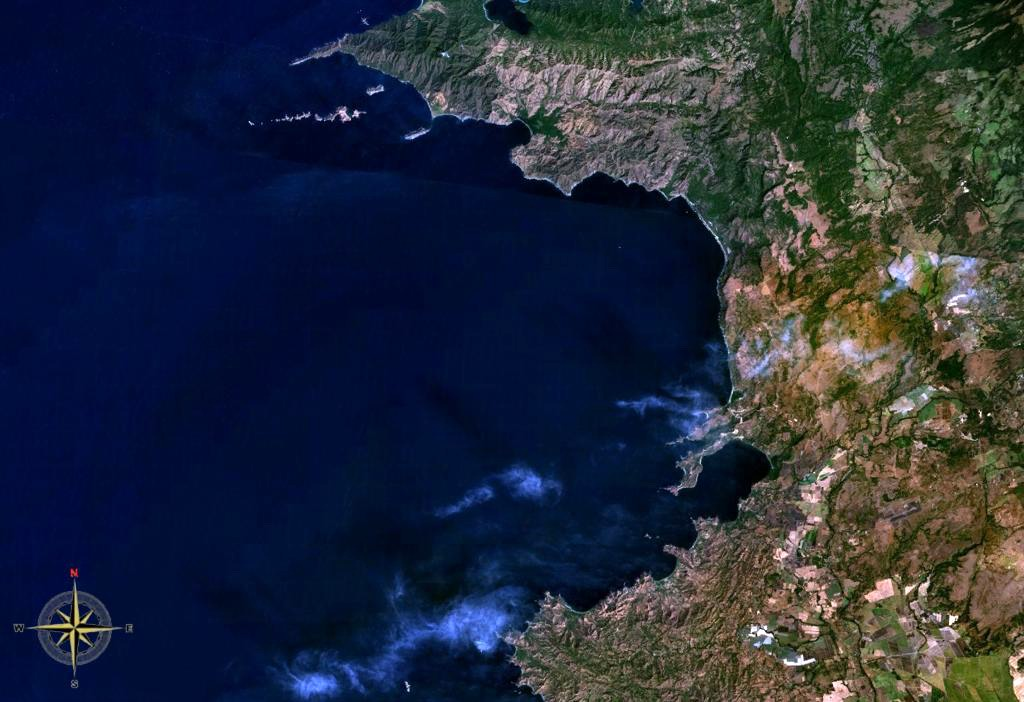

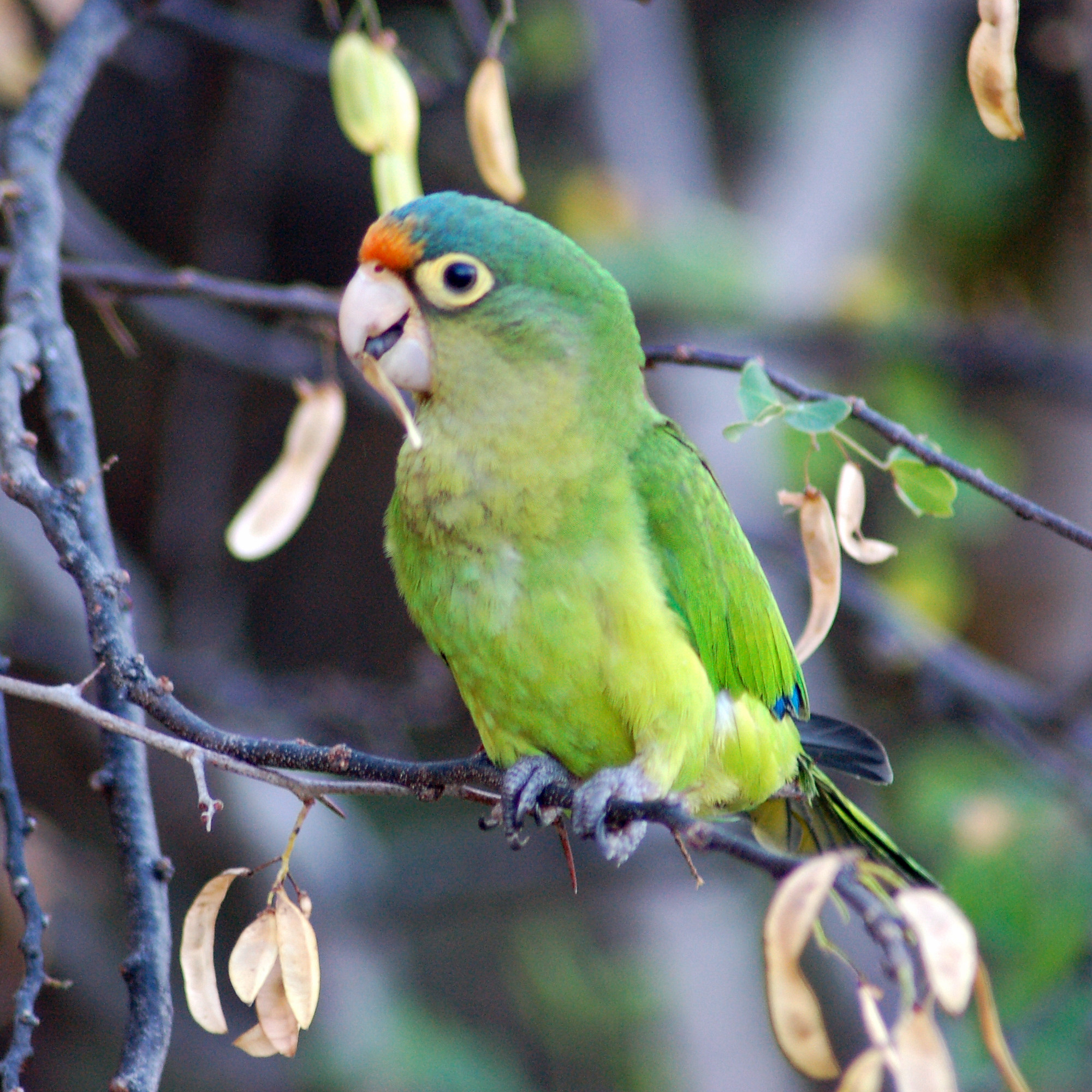

帕帕加約灣是哥斯達黎加的海灣，位於太平洋海域，由瓜納卡斯特省負責管轄，長60公里、寬30公里，是聖羅薩國家公園的著名旅遊地點。